# HKK Široki
O Hrvatski košarkaški klub Široki (em português:  Clube Croata de Basquetebol de Široki), conhecido também apenas como HKK Široki, é um clube de basquetebol baseado em Široki Brijeg, Bósnia e Herzegovina que atualmente disputa a Liga Bósnia. Manda seus jogos na Arena Pecara com capacidade para 4.500 espectadores.

## Histórico de Temporadas
| Temporada | Nível | Liga  | Pos. | J     | PL  | Resultado     | Copa da Bósnia | Competições internacionais |
| --------- | ----- | ----- | ---- | ----- | --- | ------------- | -------------- | -------------------------- |
| 2007-08   | 1     | PLBiH | 3    | 10-4  | 0-2 | Semifinais    | Campeão        | R Liga Adriática 11º 7-19  |
| 2008-09   | 1     | PLBiH | 2    | 26-12 | 4-1 | Campeão       |                | R EuroChallenge FC         |
| 2009-10   | 1     | PLBiH | 1    | 8-2   | 4-1 | Campeão       |                | -                          |
| 2010-11   | 1     | PLBiH | 1    | 9-1   | 5-2 | Campeão       | Campeão        | R Liga Adriática 9º 12-14  |
| 2011-12   | 1     | PLBiH | 1    | 9-1   | 5-2 | Campeão       | Campeão        | R Liga Adriática 5º 15-11  |
| 2012-13   | 1     | PLBiH | 2    | 9-1   | 4-3 | Finalista     |                | R Liga Adriática 11º 9-17  |
| 2013-14   | 1     | PLBiH | 1    | 6-0   | 3-4 | Finalista     | Campeão        | R Liga Adriática 14º 6-20  |
| 2014-15   | 1     | PLBiH | 2    | 8-2   | 2-3 | Finalista     |                | -                          |
| 2015-16   | 1     | PLBiH | 5    | 3-7   |     |               |                |                            |
| 2016-17   | 1     | PLBiH | 7    | 6-2   |     |               |                |                            |
| 2017-18   | 1     | PLBiH | 6    | 3-7   |     |               |                |                            |
| 2018-19   | 1     | PLBiH | 1    | 8-2   | 5-3 | Campeão       |                |                            |
| 2019-20   | 1     | PLBiH | 2    | 16-3  |     |               |                | R ABA2 5º 11-11            |
| 2020-21   | 1     | PLBiH | 2    | 17-7  | 3-7 | Campeão       |                | R ABA2 9º 5-8              |
| 2021-22   | 1     | PLBiH | 2º   |       | 7-3 | Finalista     |                | R ABA2 4º 9-4 SF           |
| 2022-23   | 1     | PLBiH | 1º   | 21-1  | 2-2 | Semifinalista |                | R ABA2 5º 9-4 SF           |
| 2023-24   | 1     | PLBiH | 4º   |       | 0-2 | Semifinalista |                | R ABA2 4º 9-4 QF           |
| 2024-25   | 1     | PLBiH | 2º   | 4-2   |     | Semifinalista |                | R ABA2 (2º / 4-2) QF / 2-4 |

fonte:eurobasket.com

## Títulos
Liga Bósnia
Campeões (11): 1997-98, 2001-02, 2002-03, 2003-04, 2006-07, 2008-09, 2009-10, 2010-11, 2011-12, 2018-19, 2020-21
Copa da Bósnia e Herzegovina
Campeão (9):1997-98, 2001-02, 2002-03, 2003-04, 2005-06, 2007-08, 2010-11, 2011-12, 2013-14